# Theodore Bruce
Theodore William „Bill” Bruce (ur. 28 lipca 1923 w Adelaide, zm. 1 sierpnia 2002) – australijski lekkoatleta specjalizujący się w skoku w dal oraz skoku wzwyż, uczestnik letnich igrzysk olimpijskich w Londynie (1948), srebrny medalista olimpijski w skoku w dal. Podczas igrzysk startował również w biegu eliminacyjnym sztafety 4 × 100 metrów.

## Sukcesy sportowe
- czterokrotny mistrz Australii w skoku w dal – 1947, 1948, 1949, 1950[1]
- wicemistrz Australii w koku wzwyż – 1949

| Rok  | Miasto | Zawody               | Konkurencja | Wynik         |
| ---- | ------ | -------------------- | ----------- | ------------- |
| 1948 | Londyn | Igrzyska olimpijskie | skok w dal  | srebrny medal |

## Rekordy życiowe
- skok w dal – 7,58 – Perth 25/01/1947[2]